# Max Whitlock
Max Whitlock (Hemel Hempstead, 13 de janeiro de 1993) é um ginasta artístico britânico, campeão olímpico. Ele é um seis vezes medalhista olímpico (individual, equipes, exercício de solo e três vezes em sua principal modalidade: cavalo com alças), conquistando três ouros e três bronzes, e oito vezes campeão mundial no mesmo aparelho com três ouros e cinco pratas. Ele se tornou o primeiro medalhista de ouro da Grã-Bretanha em ginástica artística quando venceu os exercícios de solo masculino e cavalo com alças nos Jogos Olímpicos de Verão de 2016 no Rio de Janeiro.
Ainda jovem, Whitlock ganhou destaque quando conseguiu a medalha de bronze no cavalo com alças nos Jogos Olímpicos de Verão de 2012 em Londres e a prata neste aparelho no Campeonato Mundial de 2013. Nos Jogos Olímpicos de Verão de 2020 em Tóquio, Whitlock voltou a ser campeão no cavalo com alças com a pontuação de 15,583. A vitória deu a ele dois títulos olímpicos e três títulos mundiais, tornando-o o ginasta mais bem-sucedido de todos os tempos no cavalo com alças.